# Ralph Yarborough
Ralph Webster Yarborough (Chandler, Texas, 8 de junio de 1903 - Austin, Texas, 27 de enero de 1996) fue un político estadounidense miembro del Partido Demócrata que fungió como Senador al Senado de los Estados Unidos de 1957 a 1971 y fue dirigente del ala progresista de su partido. Junto con Dirigente de Mayoría del Senado, Lyndon B. Johnson y el Presidente de la Cámara de Representantes, Sam Rayburn, pero a diferencia de la mayoría de los congresistas del sur, Yarborough no apoyó la Declaración de Principios Constitucionales (conocida también como Manifiesto Sureño) el cual llamaba a la resistencia a la integración racial en escuelas y otros sitios públicos. Yarborough votó a favor de la Ley de Derechos Civiles de 1957, 1960, 1964, y 1968 así como la Vigesimocuarta Enmienda a la Constitución de los Estados Unidos, la Ley de derecho de voto de 1965 y la ratificación de Thurgood Marshall como juez de la Corte Suprema de los Estados Unidos Junto con Stuart Symington de Misuri y Mike Monroney de Oklahoma, Yarborough fue uno de los tres senadores del sur en votar por los cinco proyectos de ley.
Nacido en Chandler, Texas, ejerció la abogacía en El Paso después de graduarse de la Escuela de Leyes de la Universidad de Texas. En 1931 se convirtió en asistente del fiscal general de Texas, James Allred especializado en el enjuiciamiento de grandes compañías petroleras. Posteriormente Allred fue elegido gobernador y nombró a Yarborough a una judicatura en el condado de Travis. Después de servir en el Ejército de los Estados Unidos durante la Segunda Guerra Mundial, Yarborough se nominó en varias ocasiones para gobernador de Texas en oposición a la fracción conservadora del Partido Demócrata en el estado, entonces liderada por Allan Shivers. En 1956 después de resultar elegido gobernador, Price Daniel renunció a su escaño en el Senado y Yarborough ganó la elección especial para ocuparlo durante el resto del periodo. En 1958 ganó la elección ordinaria para un periodo completo, reeligiéndose en 1964, derrotando en el condado de Harris al Presidente de Partido Republicano George H. W. Bush en la última elección.
Yarborough fue conocido como "Smilin' Ralph" (el sonriente Ralph) y utilizó el eslogan "Pongamos la mermelada en el estante inferior para que la gente pequeña pueda alcanzarla." en sus campañas. Apoyó firmemente la legislación para la "Gran Sociedad" que abarcó Medicare y Medicaid, la Guerra contra la pobreza, la ayuda federal para veteranos de guerra y la educación universitaria y otros programas. También fue coescritor del "Endangered Species Act" de 1973 y era el principal promotor del Big Thicket National Preserve. Yarborough fue crítico con la Guerra de Vietnam y apoyó a Robert F. Kennedy en la elección primaria presidencial del Partido Demócrata de 1968 hasta el asesinato de este último en Los Ángeles en junio de ese año.
En 1970, Yarborough perdió la nominación para la reelección frente a Lloyd Bentsen. En 1972 compitió en la primaria demócrata para buscar obtener otro escaño en el Senado por Texas pero perdió contra Barefoot Sanders. Yarborough no buscó otro puesto de elección popular luego de 1972.

## Primeros años
Yarborough nació en Chandler, Condado de Henderson siendo el séptimo de nueve hermanos, hijos de Charles Richard Yarborough y Nannie Jane Spear. Inició sus estudios en la  Academia Militar de los Estados Unidos en West Point en 1919 pero la abandonó para convertirse en profesor. Para ello Yarborough se inscribió en la Escuela Estatal de Profesores Sam Houston y fue transferido a la Universidad de Texas en Austin. Se graduó de la Escuela de Leyes de la Universidad de Texas en 1927 y practicó la abogacía en El Paso hasta que fue contratado como abogado auxiliar por el fiscal general de Texas, James V. Allred
Yarborough era un experto en ley de tierra de Texas y se especializaba en el enjuiciamiento de grandes compañías petroleras que violaban los límites de producción o no pagaban regalías petroleras al Fondo Escolar Permanente para perforar tierras públicas. Ganó renombre por ganar un juicio de un millón de dólares contra el Mid-Kansas Oil and Gas Company por regalías pendientes, el segundo juicio más grande en la historia de Texas hasta el momento. Después de que Allred fuera elegido gobernador, este nombró a Yarborough juez del 53.º Distrito Judicial que sirve en el Condado de Travis, condado de cual es sede la ciudad de Austin. Ese mismo año Yarborough fue elegido para un periodo de cuatro años. La primera vez que Yarborough compitió para un puesto de elección estatal resultó en tercer lugar de la elección primaria del Partido Demócrata para fiscal general del estado en 1938 contra el vicegobernador en funciones. Sirvió en el Ejército de Estados Unidos durante la Segunda Guerra Mundial y en 1943 obtuvo el rango de teniente coronel.

## Carrera política

### Candidaturas a gobernador de Texas
Yarborough buscaría volver a competir para fiscal general de Texas en 1952 hasta que el gobernador Allan Shivers lo invitó a no competir. En cambio, el secretario de Estado de Texas, John Ben Shepperd, renunció en la primavera de 1952 y fue elegido fiscal general ese año. Sirvió durante dos periodos de dos años. Molesto con Shivers, Yarborough compitió en las elecciones primarias para gobernador de 1952 y 1954 contra los conservadores del partido siendo apoyado por los sindicatos y liberales. Yarborough denunció a los "Shivercrats" por fraude de veteranos en la Junta de Tierras de Veteranos de Texas de la Oficina General de Tierras de Texas y por respaldar en 1952 y 1956 a los republicanos Eisenhower/Nixon, en lugar del demócrata Adlai Stevenson de Illinois. Shivers evidenció a Yarborough como un integracionista que era apoyado por los comunistas y los unionistas. La elección de 1954 fue particularmente desagradable en su hostigamiento racial por parte de Shivers, ya que fue el año en que se resolvió el juicio Brown contra la Junta de Educación, y Shivers aprovechó al máximo la decisión de la corte para jugar con el miedo de los votantes. Yarborough se quedó cerca de quitarle la candidatura demócrata a Shivers.
En 1956, Yarborough compitió en la Primarias del Partido Demócrata para ser candidato a gobernador contra el senador Price Daniel. El historiador de Texas, J. Evetts Haley compitió contra ambos pero perdió. Después de ser respaldado por el ex oponente y exgobernador W. Lee O'Daniel, y de realizar ataques agresivos contra el candidato respaldado por Shivers, Yarborough buscó ganar la segunda vuelta, pero perdió contra Daniel por alrededor de 9 mil votos. Esto generó la creencia entre Yarborough, sus seguidores de que la elección fue fraudulenta debido a que hubo votación irregular en el este del estado y en realidad Yarborough había ganado por 30 mil votos de ventaja. Sin embargo, las candidaturas de Yarborough para gobernador habían elevado su popularidad en el estado, ya que había estado haciendo campaña durante seis años consecutivos para el cargo.

### Senador

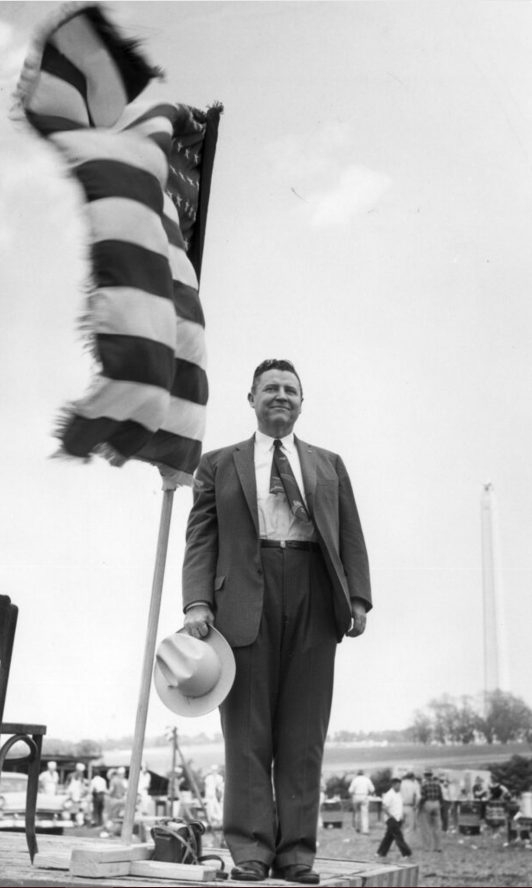
Yarborough en un mitin durante 1958.

Cuando Daniel renunció al escaño del Senado en 1957 para convertirse en gobernador, Yarborough compitió en la elecció especial para ocupar el escaño. Sin una segunda vuelta requerida, solo necesitaba una mayoría simple de votos para ganar. Irónicamente, sus múltiples candidaturas para gobernador lo convirtieron en el candidato mejor posicionado. Finalmente Yarborough ganó la elección especial con 38 por ciento del voto para unirse a su amigo Lyndon B. Johnson en la representación de Texas el Senado. El segundo lugar de la elección fue para el miembro de la Cámara de Representantes Martin Dies Jr. con 30 por ciento del voto, siendo conocido por sus investigaciones contra el espionaje comunista. Un abogado Republicano de Houston, Thad Hutcheson, quedó en tercer lugar con 23 por ciento de los votos.
James Boren fue el coordinador de campaña de Yarborough. Ya en el cargo, Ralph Yarborough se diferenció del resto de los senadores del sur puesto que no apoyó al Manifiesto Sureño que se oponía a la integración racial y apoyó las metas demócratas nacionales de más fondos para la atención médica, la educación y el medio ambiente. Siendo él mismo un veterano de guerra trabajó para expandir la Ley G.I. Bill a los veteranos de la Guerra Fría. La primera gran victoria legislativa de Yarborough fue el paso exitoso de la Ley de Educación de la Defensa Nacional de 1958, la cual inició la financiación federal de préstamos y subvenciones a universidades y su alumnado.
En 1958, Ralph Yarborough venció sin ningún problema al conservador demócrata William A. Blakley, un millonario hombre de negocios de Dallas que fue apoyado por el rival de partido de Yarborough, el gobernador Daniel. Blakley había sido senador interino de enero a abril de 1957 pero no compitió en la elección especial en la que Yarborough vencido Dies y Hutcheson. En cambio Blakley fue nombrado senador de nuevo en 1961 y compitió en otra elección especial, sólo para ser derrotado por el republicano John Tower.
En el año nacional demócrata de 1958, Yarborough logró la victoria en las elecciones generales sobre el candidato republicano Roy Whittenburg de Amarillo. Durante su primer periodo completo, Yarborough trabajó para un proyecto de ley firmado por el presidente John F. Kennedy para designar a Padre Island como una costa nacional.

## Asesinato de John F. Kennedy y carrera posterior

### Noviembre de 1963

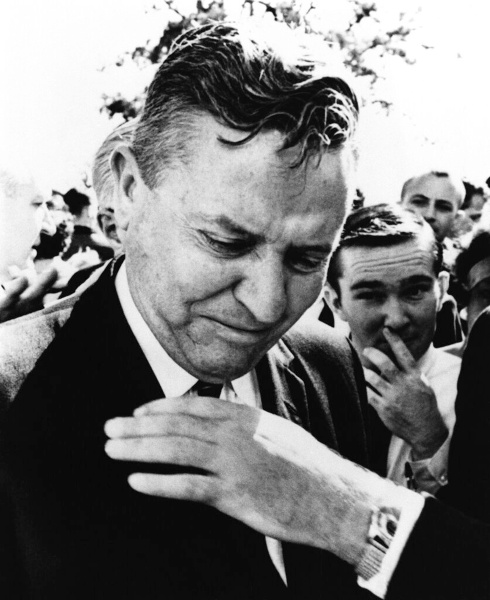
Yarborough el 22 de noviembre de 1963, antes del asesinato de John F. Kennedy.

Yarborough paseó en la caravana en Dallas en donde el presidente John F. Kennedy fue asesinado el 22 de noviembre de 1963. Él iba a bordo de un coche convertible con el Vicepresidente Lyndon B. Johnson, Lady Bird Johnson (que se sentó entre Yarborough y Johnson), el agente de Servicio Secreto de los Estados Unidos Rufus Youngblood, y Hurchel Jacks de la Policía Estatal de Caminos de Texas. Desde el comienzo de la gira del presidente por Texas, Yarborough consideró que había sido menospreciado por algunos de los arreglos y, en las primeras etapas, se negó a viajar con Johnson, a pesar de las repetidas súplicas de Youngblood. Su decisión, respaldada por una larga disputa con el gobernador Connally, un viejo amigo y antiguo aliado de Johnson, causó vergüenza tanto para el presidente como para el vicepresidente y atrajo considerable la atención de la prensa. Según Johnson, Kennedy consideró el comportamiento de Yarborough como "un ultraje" y hay alguna evidencia de un intercambio acalorado entre Kennedy y Johnson la noche antes de la muerte del presidente. Según el biógrafo de Johnson, Robert Caro, la mañana siguiente en Fort Worth, Kennedy intervino directamente con Yarborough, dejándole en claro que si valoraba su amistad, viajara con Johnson cuando la comitiva estuviera en Dallas. Entonces, durante el vuelo corto desde Fort Worth, Kennedy persuadió al gobernador Connally para darle a Yarborough un papel más destacado en algunas de las funciones posteriores planificadas en Austin. En la caravana, el auto que llevaba a Yarborough y al Vicepresidente se hallaba dos autos detrás de la limusina presidencial que llevaba a Kennedy y Connally (que fue seriamente herido durante el ataque al presidente). En una entrevista posterior, Yarborough llamó al acontecimiento, "el evento más trágico de mi vida." Poco después Johnson se convertiría en presidente y Yarborough lo llamó para conciliar con él y darle su apoyo.

### Reelección a Senado
En 1964, Yarborough ganó de nueva cuenta la primaria sin un oponente y en la elección general logró una victoria con 56.2 por ciento sobre su adversario por el Partido Republicano y futuro presidente, George H. W. Bush, quién atacó Yarborough al tacharlo de ser un "demagogo de izquierda" y le criticó por su voto a favor de la Ley de Derechos Civiles de 1964. A su vez, Yarborough tachó a Bush de extremista de derecha al apoyar al candidato presidencial Barry Goldwater y como un rico del este y "carpetbagger" intentando comprar un escaño en el Senado. Desde entonces, se supo que el entonces gobernador Connally estaba ayudando encubiertamente a Bush, en lugar del candidato del partido Yarborough, en contra de los deseos del presidente Johnson, al enseñar a los demócratas las técnicas de votación dividida. En la misma elección, Connally venció al compañero de partido de Bush, Jack Crichton. En 1967, Yarborough fue el primer Senador de EE. UU. en proponer una ley de educación bilingüe.
A pesar de que Yarborough apoyaba la agenda de política interior de Johnson fue un abierto crítico de la política exterior de Johnson y de la Guerra de Vietnam. Después de que Johnson anunció su retiro, Yarborough apoyó abiertamente a Robert F. Kennedy, hasta su asesinato, después apoyó a Eugene McCarthy hasta su derrota en Chicago y finalmente a respaldó a Hubert Humphrey para la presidencia en la campaña de 1968 en contra Nixon. En 1969, el senador Yarborough se convirtió en el presidente del Comité de Trabajo y Bienestar Público del Senado.

### Derrota
En 1970, el excongresista Lloyd Bentsen, ganó con 54 a 46 por ciento a Yarborough en la elección primaria del Partido Demócrata, toda vez que Yarborough se hubiera concentrado más en ganar su segunda elección general contra Bush. Bentsen jugó con los temores de los votantes sobre el colapso social y los disturbios urbanos y cuestionó la oposición de Yarborough a la Guerra de Vietnam. Bentsen dijo que Yarborough era un político antiguo mencionando que "sería bueno que Yarborough votara por su estado de vez en cuando". Finalmente, Bentsen logró ganar la elección general a Bush.
En 1972, Ralph Yarborough intentó de nuevo ser candidato demócrata al Senado para competir el escaño al senador republicano John Towers. Yarborough ganó la primera vuelta de la elección primaria y se quedó a 526 votos de ganar las primarias sin la necesidad de una segunda vuelta. Entonces, Yarborough volvió a hacer acusaciones de fraude electoral contra el sector conservador del partido. Finalmente, perdió en la segunda vuelta de la elección primaria contra el exfiscal de los Estados Unidos Barefoot Sanders, en un redada anti-titular después del escándalo de Sharpstown Bank-stock a pesar de no ser un titular o estar involucrado en absoluto con el escándalo.
Ralph Yarborough no volvió a buscar un puesto público.

## Muerte
Yarborough murió en Austin en 1996. Está enterrado en el Cementerio Estatal de Texas junto a su esposa, Opal Warren (1903-2002), oriunda de Murchison en el condado de Henderson, Texas. El Cementerio Estatal de Texas en ocasiones es llamado "el Arlington de Texas." Yarborough dejó un legado en la modernización del estado de Texas y alcanzó el poder político cuando Texas tuvo un nativo, Lyndon Johnson, en la Casa Blanca. Fue combativo con las dominantes industrias del petróleo y gas natural y pujó porque la industria del petróleo pagara una alta cantidad de impuestos.

## Legado
Yarborough fue uno de los últimos Demócratas del New Deal y un potente liberal de la política estatal de Texas. (Fue sucedido por senadores conservadores como Lloyd Bentsen y el republicano Phil Gramm). Yarborough es recordado como el reconocido "santo patrón de los liberales de Texas". Entre los partidarios y ex ayudantes que desde entonces han salido a la fama figuran Jim Hightower, Ann Richards, y Garry Mauro.
La prensa de la Universidad de Texas en Austin publicó una biografía titulada "Ralph W. Yarborough: El senador de las Personas" por Patrick L. Cox. Presenta un prefacio escrito por Senador liberal Edward Kennedy.
La sucursal de Yarborough de la Biblioteca Pública de Austin fue nombrada en honor de Ralph Yarborough.
Yarborough presentó el proyecto de ley 5–3929 del Senado para establecer un parque nacional de 75 000 acres (30 000 hectáreas, aproximadamente) para preservar las áreas naturales y no perturbadas del Big Thicket en el sureste de Texas. Debido en parte a la oposición de la industria maderera en la región, así como a definiciones vagas y controvertidas de qué y dónde estaba realmente el Big Thicket, tomó siete años y otros 27 proyectos de ley de Big Thicket hasta que el Congreso estableció la Reserva Nacional Big Thicket en 1974.
Yarborough fue conocido por su compromiso con la ciencia. Favoreció la creación de la Administración Nacional de Aeronáutica y del Espacio (NASA) y en 1957 formó parte de una subcomisión que empezó la investigación que finalizó con la creación de NASA. El año siguiente, Yarborough votó a favor de la Ley Nacional de Aeronáutica y el Espacio citando el impacto que su creación tendría en su ciudad, Houston.
Yarborough defendió más educación en ciencia y tecnología en escuelas del país. Él creía que hacer de la NASA una empresa privada era un error. En su biografía, escribió: "La NASA ayudó a impulsar el progreso de la tecnología. Las escuelas del país deberían estar orientadas hacia el desarrollo de la tecnología y la enseñanza de la ciencia".